# Michel Ducros
Michel Ducros (né en 1949) est un entrepreneur français à la tête des sociétés Fauchon et Monaco Marine. Il est l'ancien dirigeant de la société d'épices familiale Ducros et s'implique depuis plusieurs décennies dans un certain nombre de sociétés internationales.

## Jeunesse
Michel Ducros naît à Kehl en 1949, ville frontalière avec Strasbourg côté Allemand, d'un père officier de l'armée française et d'une mère professeure. Issu d'une famille alpine et cévenole, il grandit à Buis-les-Baronnies, en Drôme provençale, une région du sud-est de la France. Son grand-père récoltait les fleurs de tilleul et de lavande utilisées en herboristerie. En 1963 son père, Gilbert Ducros (1928–2007) et son oncle, Marc Ducros, fondent la société familiale d’épices Ducros, d'abord active en herboristerie puis en herbes aromatiques et en épices.

## Parcours professionnel

### Ducros (de 1971 à 1992)
Après avoir terminé ses études à l’École supérieure de commerce de Paris (ESCP), Michel Ducros rejoint l'entreprise familiale en 1971, où il occupe successivement les postes de directeur commercial puis de directeur de la division grand public de Ducros de 1971 à 1985. Il se charge du marketing et invente le slogan « À quoi ça sert que Ducros il se décarcasse ? ». Il fait de DUCROS la première marque d’épices en Europe en créant des filiales directes en Italie, Espagne, Belgique, Portugal, et au Canada. Il devient président de l’entreprise en 1986 et le reste jusqu’à sa cession en 1992 au groupe italien Ferruzzi,.
En 1976 il crée VAHINÉ, qui devient en 10 ans la première marque d’aides à la pâtisserie ménagère et en 1981 LA TISANIÈRE, aujourd’hui première marque française des plantes à infusions.

### Monaco Marine (depuis 1995)
Passionné de bateaux et peu satisfait des services d'entretien artisanaux,, Michel Ducros fonde en 1995 la société Monaco Marine, à partir d’une petite société de service au yachting PowerBoat, installée dans le port de Monaco. La marque développe un réseau de chantiers navals pilotés depuis sa base monégasque : Saint-Laurent du Var, Beaulieu-sur-Mer, Antibes et Cogolin (baie de Saint-Tropez). En 2002 il conclut un partenariat avec la société publique du port de la Ciotat, pour construire sur le site historique des chantiers navals la plus grande base de Méditerranée destinée aux MégaYachts, jusqu’à 80 mètres de longueur et 2 000 tonnes, équipée du plus grand atelier de peinture en Europe et de services de rénovation de navires, qu'il inaugure en septembre 2007. En 2012 Monaco Marine fait l'acquisition d'une société familiale de la région basée à Antibes. Michel Ducros développe la société Monaco Marine au fil des ans, qui réalise ainsi un chiffre d'affaires de 50 millions d'euros en 2015 avec près de 200 employés,. Monaco Marine a lancé un nouveau chantier à La Seyne (rade de Toulon) en mai 2016 et ouvrira son 7e site en 2017.

### Fauchon (depuis 1998)
Michel Ducros entre dans le capital de Fauchon en 1998 à hauteur de 10 % et en devient le président directeur général en janvier 2004. Il reprend la majorité du capital de Fauchon à la demande des actionnaires de la société, jusqu’à se retrouver détenteur de la quasi-totalité du capital dès 2009. Il rachètera ainsi successivement entre 2005 et 2009 les parts de Barclays Private Equity France, les 36 % détenus par la Compagnie du Bois Sauvage, puis les actions détenues par Matignon Investissement et Gestion et enfin les parts des actionnaires minoritaires. 
Lorsqu'il reprend le poste de directeur général en 2004, Fauchon est au bord de la faillite,. Michel Ducros s'attelle au redressement de l'entreprise,, : il entreprend d'assainir les comptes et de rembourser les dettes ; les actifs déficitaires sont vendus et Fauchon réduit son personnel. Michel Ducros se dote d'un nouveau comité exécutif pour redresser la société, et organise le repositionnement de l'image de marque de Fauchon, tout en développant la présence de la marque à l'international, et dans l’hôtellerie. Avec un déficit de 12 millions d'euros en 2004, Fauchon s'approche de l'équilibre en 2009, malgré 65 millions d'euros de pertes cumulées,,,.

## Mandats sociaux
Après la vente de la société familiale des épices Ducros, Michel Ducros investit en 1991 dans une entreprise spécialisée dans la distribution de luminaires, l’enseigne « Laurie Lumière »,, qu'il développe en ouvrant 51 établissements, et qu’il revend en 2008 au groupe Keria. Michel Ducros fonde également sa propre holding d’investissement Eucelia Investments SA en 1992, qui lui permet de lancer Monaco Marine en 1995, puis de participer au capital de Fauchon en 1998. 
À côté de l'entretien de bateaux et de l'épicerie de luxe, Michel Ducros développe également des entreprises dans de nombreux domaines tels que l'immobilier et les champignons surgelés, au travers des sociétés Immovalor S. C. A., et Magda SAS.

## Vie publique
Michel Ducros est résident du village de Yens, en Suisse. Il est marié avec une avocate française et a quatre enfants. Michel Ducros a nommé son fils, Tanguy Ducros, à la tête de la base monégasque de Monaco Marine. Il a également nommé son beau-fils, Samy Vischel, pour diriger l'expansion de la société Fauchon au Moyen-Orient, en Inde, en Russie et en Afrique. 

## Affaires politico-financières
En janvier 2013, Michel Ducros est mis en examen aux côtés d’une vingtaine de personnes pour « trafic d'influence »,, dans l'un des volets de l'« affaire Guérini »,,, dans le cadre d'un projet de logements et de maison de retraite. La procédure est toujours en cours.